# World of Tanks
World of Tanks (WoT) е масова мултиплейър онлайн (ММО) игра фокусирана върху верижните бронирани бойни машини (танкове) от средата на XX век (в периода от 1930-те до 1960-те), създадена от беларуската компания Wargaming. Играещите в нея се сражават в 15-минутни PvP битки от 15 срещу 15 играчи от всички краища на света. Продължение на играта са игрите World of Warplanes и World of Warships. 

## Танкове
В играта има пет групи танкове – леки танкове, средни танкове, тежки танкове, самоходни артилерийски установки (САУ) и противотанкови самоходни артилерийски установки (ПТ-САУ). Всяка група танкове има различни силни страни и недостатъци и изисква специфичен начин на игра и действие в битките.
Машините в играта се различават също и по своята националност. Съществуват танкове от общо 11 националности – Германия, СССР, САЩ, Великобритания, Китай, Франция, Япония, Чехословакия, Швеция, Полша и Италия.
Танковете в играта са разделени на нива – има 10 нива (от I до X), по които са разпределени различните машини. Колкото е по-високо нивото на дадена машина, толкова са по-добри и нейните характеристики.
Към 2019 г. броят на танковете в играта надхвърля 600, а броят на терените (картите), върху които се развиват битките, е 38, като всяка година се създават и добавят нови машини и карти.

## Начин на игра
С помощта на подвижната камера играта може да бъде превърната от екшън от трето лице в шутър (англ. shooter), позволяващ да се унищожава врага както в обикновен, така и в снайперски режим, използван особено от артилерийските машини.
Със спечелените в битките опит и кредити могат да бъдат изследвани и монтирани по-съвършени модули за съответния танк, подобрявайки неговите характеристики и ефективност в битка, както и да бъдат изследвани и закупени танкове от следващо ниво.
Отборните операции по разкриване и унищожаване на вражеските машини или завладяване на вражеската база изискват бързи, обмислени и координирани действия от всеки играч. Разпределението на ролите и ефективното планиране на съвместните действия са ключът към успеха. В битките с танкове от по-високи нива тези изисквания са още по-големи.

## История
Играта има 20-годишна предистория. Компаниятата Wargaming, регистрирана през 1998 г., дълго време се занимавала с пускането на стратегически компютърни игри. През 2006 г. разработчиците започват работа над онлайн проект в жанра фентъзи. Те обаче осъзнават, че играта ще е една от многото в този жанр. Поради това, те започват да мислят за създаването на уникална онлайн игра, която да е посветена на военната техника от времето на Втората световна война. Те се колебаят за вида на техниката, но в края на краищата се спират на танкове, тъй като вече имат готови модели на бойни машини от предишни игри на компанията – Операция „Багратион“ и Order of War.
Новият проект получава работното название „Танкодром“. Първите танкове в играта са бойни машини от СССР и Германия, а първите карти – „Прохоровка“ и „Карелия“. Фокус-теста на играта се състои на 24 юли 2009 г.
Своето сегашно име играта получава още преди провеждането на КРИ-2009 г. (Конференция на разработчиците на игри, провеждана в Москва). Името „World of Tanks“ е избрано, за да се подчертае, че в играта присъства танкове и терени (карти) от множество държави и че проектът е насочен към играчи от целия свят.
През зимата на 2010 г. започва закритият бета-тест. През това време максималното количество играчи, които едновременно се намират на игралния сървър, достига 7500 души. След официалното пускане на играта на 12 август 2010 г. в Русия, броят на играчите многократно се увеличава. През януари 2011 г. в WoT се регистрира милионният играч, а до края на същата година са открити сървъри за Европа и Северна Америка. Осем години по-късно играта вече има десетки милиони потребители, има сървъри във всички региони на планетата, преведена и достъпна е на десетки езици, включително и на български език.

## Рекорди и награди
На 21 януари 2013 г. в „Книгата за рекорди на Гинес“ World of tanks чупи рекорда за най-много онлайн играчи в един MOG сървър – в един от руските сървъри на играта едновременно е имало онлайн 190 541 души. Към 2021 г. рекордът не е подобрен.
World of Tanks е четирикратен носител на наградата Golden Joystick.
„Най-танкова страна“ е Исландия, където 3% от населението играят WoT. Към 2019 г. играта има повече от 110 млн. регистрирани играчи по целия свят.